# Nyírjákó
Nyírjákó: község Szabolcs-Szatmár-Bereg vármegyében, a Baktalórántházai járásban.

## Fekvése
A vármegye és egyben a Nyírség középső-keleti részén helyezkedik el. A legközelebbi város a 4 kilométerre délre fekvő Baktalórántháza; a térség más fontosabb települései közül Nyírkarász 10, Kisvárda 25 kilométer távolságra található.
A közvetlen szomszédos települések: észak felől Petneháza, kelet felől Rohod, dél felől Baktalórántháza, délnyugat felől Nyírkércs. északnyugat felől pedig Laskod.

### Megközelítése
Csak közúton érhető el, Baktalórántháza vagy Petneháza érintésével, a 4105-ös úton.

## Története
A település neve az oklevelekben 1284-ben tűnik fel először: Jákó nemzetségbeli Péter fia Péter és Csépán fia Miklós birtokperében.
1285-ben Csomota fia Péter esküt tesz arról, hogy Jákó település az ő apja örökös birtoka volt. 1329-1333 között három házat ad el a Kállay családbeli Lengyel Jánosnak. 
1556-ban tizenhárom dézsmafizető jobbágya van említve. 1609-ben és 1612-ben az egymással rokon Ibrányi és Kércsi család tagjai osztozkodnak Jákón. 1772-ben a falu földesura volt a Vay család tagjai közül Vay Ábrahám és Vay László, valamint gróf Barkóczy János, gr. Haller József, Sessewffy Sámuel, Ibrányi Károly és Uketyevity Gábor.  
A jobbágyfelszabadulás előtti években  az Ibrányi család volt a fő birtokosa.

## Közélete

### Polgármesterei
- 1990–1994: Kiss Kálmán (független)[3]
- 1994–1998: Sebők István (független)[4]
- 1998–2002: Sebők István (független)[5]
- 2002–2006: Szabó József (független)[6]
- 2006–2010: Szabó József (független)[7]
- 2010–2014: Szabó József (Fidesz-KDNP)[8]
- 2014–2019: Sipos Miklós (független)[9]
- 2019–2024: Sipos Miklós (független)[10]
- 2024– : Sipos Miklós (független)[1]

## Népesség
A település népességének változása:
| Lakosok száma | 895  | 896  | 873  | 863  | 807  | 835  | 819  |
|               | 2013 | 2014 | 2015 | 2021 | 2022 | 2023 | 2024 |

2001-ben a település lakosságának közel 100 %-a magyar nemzetiségűnek vallotta magát.
A 2011-es népszámlálás során a lakosok 90,5%-a magyarnak, 1,8% cigánynak, 0,2% románnak, 0,5% ukránnak mondta magát (9,5% nem nyilatkozott; a kettős identitások miatt a végösszeg nagyobb lehet 100%-nál). A vallási megoszlás a következő volt: római katolikus 20%, református 48%, görögkatolikus 10,3%, evangélikus 0,2%, felekezeten kívüli 3,2% (17,2% nem válaszolt).
2022-ben a lakosság 91,2%-a vallotta magát magyarnak, 2,1% cigánynak, 0,9% ukránnak, 0,2% németnek, 0,1-0,1% bolgárnak, ruszinnak, szlováknak és románnak, 0,7% egyéb, nem hazai nemzetiségűnek (7,9% nem nyilatkozott; a kettős identitások miatt a végösszeg nagyobb lehet 100%-nál). Vallásuk szerint 19,1% volt római katolikus, 40,6% református, 7,7% görög katolikus, 0,6% egyéb keresztény, 0,5% ortodox, 0,1% evangélikus, 6,1% felekezeten kívüli (25% nem válaszolt).
A 2022. december 31-i település statisztikai adatok szerint:
Állandó lakosság összesen: 850 fő
Lakónépesség összesen : 843 fő

## Nevezetességei
- Nepumuki Szent János római katolikus templom
- Református templom: 1640-ben[14] eredetileg boltívekre épült templomot utoljára 1791-ben újították. Ekkor nyerte el mai formáját.
- Fa harangláb: tetejében egy harang függ (2023. 07. 30.), mely istentiszteletek és halálesetekkor szólal meg.
- Horgásztavak (9): kialakulásukhoz a földbányászat vezetett. A talajvíz ezután tört és tör fel ma is.

## Ismert emberek
- Itt született Diószegi Sándor dalszerző-karnagy (nevét a községben utcanév őrzi).

## Külső hivatkozások
Fényes Elek, Borovszky S.